# Arriate
Arriate est une commune de la province de Malaga dans la communauté autonome d'Andalousie en Espagne.

## Histoire
La première preuve écrite date de 1570[réf. nécessaire] dans le recensement de Felipe II : Vila.
[réf. nécessaire]